# 中国农业科学院蚕业研究所
中国农业科学院蚕业研究所是中华人民共和国的蚕业科学研究机构，位于江苏省镇江市四摆渡，前身是1951年成立的华东蚕业研究所。